# Halina Fornal
Halina Fornal, po mężu Ślęzak (ur. 17 marca 1955) – polska lekkoatletka, specjalizująca się w skoku wzwyż, medalistka mistrzostw Polski.

## Kariera sportowa
Była zawodniczką LZS Bliżyn i Granatu Skarżysko-Kamienna.
W 1974 została wicemistrzynią Polski seniorek na otwartym stadionie w skoku wzwyż. W 1974 zdobyła w tej samej konkurencji brązowy medal halowych mistrzostw Polski seniorek.
Rekord życiowy w skoku wzwyż: 1,72 (8.09.1974).